# SG Hessen Hersfeld
SG Hessen Hersfeld is een Duitse voetbalclub uit Bad Hersfeld, Hessen.

## Geschiedenis
In de lente van 1909 richtten een tiental jongeren een zwemclub op. Om ook in de wintermaanden actief te blijven met sport werd besloten om met voetbal te beginnen. In juni 1910 werd uit de zwemclub de voetbalclub Britannia Hersfeld opgericht. Na de Eerste Wereldoorlog werd de naam gewijzigd, in analogie naar onder andere Britannia Posen en Britannia Berlin. Gezien Groot-Brittannië de tegenstander was in de oorlog werd deze naam niet langer geduld.
In de jaren twintig promoveerde de club naar de hoogste klasse van Hessen-Hannover, een van de competities van de West-Duitse voetbalbond. Nadat deze afgeschaft werden in 1933 en vervangen door de Gauliga Hessen was de club ook hiervoor gekwalificeerd. In 1936/37 werd de club vicekampioen achter SV 06 Kassel-Rothenditmold.